# Mark Ridgers
Mark Ridgers (* 9. August 1990 in Inverness) ist ein schottischer Fußballtorhüter, der zuletzt bei Inverness Caledonian Thistle unter Vertrag stand.

## Karriere

### Verein
Der in Inverness geborene Ridgers begann seine Karriere als Jugendspieler bei Ross County. In der Zweitligasaison 2006/07 war er hinter Craig Samson Ersatztorhüter. Ross County stieg am Ende der Spielzeit als Tabellenletzter ab. Im Mai 2007 wechselte der 16-Jährige für eine Ablösesumme von 40.000 Pfund zum schottischen Erstligisten Heart of Midlothian. Während Ridgers für die U19-Mannschaft der „Hearts“ spielte, beeindruckte er Csaba László, den Trainer der ersten Mannschaft, woraufhin er in die erste Mannschaft befördert wurde. Einige Zeit später unterzeichnete er einen neuen Vertrag beim Hauptstadtverein, der ihn bis 2012 im Verein hielt. Im November 2009 wurde er mit einem einmonatigen Leihvertrag an den FC East Fife ausgeliehen für den er vier Viertligaspiele absolvierte. Ab August 2010 wurde der Torhüter bis zum Ende der Saison 2009/10 an den Drittligisten Airdrieonians FC verliehen. Beim Verein war er Stammtorhüter, konnte den Abstieg in der Relegation aber nicht vermeiden. Ab Juli 2012 wurde er erneut an den FC East Fife verliehen. Bis zum Januar 20112 absolvierte er 13 Ligaspiele, bevor es zurück zu den „Hearts“ ging. Nach seiner Rückkehr von der Leihe wurde er mit einem neuen Zweijahresvertrag belohnt, der seinen Aufenthalt im Verein bis 2014 verlängerte. Am 24. März 2012 gab er schließlich sein Debüt in der ersten Mannschaft des Vereins, als er zur Halbzeit in einem Spiel der Scottish Premier League gegen den FC St. Johnstone eingewechselt wurde und Jamie MacDonald bei einer 1:2-Niederlage ersetzte. Seinen ersten Startelfeinsatz gab er am 5. Mai 2012 gegen den gleichen Gegner. Er war in derselben Spielzeit als Ersatztorhüter auf der Bank, als die „Hearts“ das schottische Pokalfinale 2012 gegen den Rivalen Hibernian im Edinburgh Derby gewannen. In seiner Zeit war er bei den „Hearts“ jeweils hinter Marián Kello und danach Jamie MacDonald Ersatztorhüter. Sein letztes Spiel absolvierte er am 7. Mai 2014, als er am vorletzten Spieltag der Saison 2013/14 im heimischen Tynecastle Park im Tor stand, als der Abstieg infolge eines Insolvenzverfahrens bereits feststand und er einen Einsatz von Gary Locke erhielt.
Am 6. Juni 2014 unterzeichnete Ridgers einen Zweijahresvertrag beim Erstligisten FC St. Mirren. Nachdem er im ersten Teil der Saison 2014/15 als zweiter Torhüter hinter seinem ehemaligen Teamkollegen aus Edinburgh Marián Kello verbracht hatte, debütierte er am 22. November 2014 für den Verein gegen Hamilton Academical und war bis zum Saisonende Stammtorhüter. Mit der schlechtesten Abwehr aller 12 Vereine, stiegen die „Saints“ als Letzter ab. Nachdem er in der folgenden Zweitligasaison seinen Stammplatz an dem zuvor beim FC Aberdeen tätigen langjährigen ersten Torwart Jamie Langfield verloren hatte, und er während einer Leihe zum FC Kilmarnock nur ein Ligapokalspiel absolviert hatte, verließ Ridgers St. Mirren im Januar 2016 im gegenseitigen Einvernehmen.
Am 29. Januar 2016 unterschrieb Ridgers einen Vertrag bei der zweiten Mannschaft von Orlando City aus den USA. Als Stammtorhüter absolvierte er 27 Ligaspiele in der United Soccer League 2016. Am Ende der Saison 2016 verließ er Verein wieder. Im Januar 2017 wechselte Ridgers zurück nach Schottland zum Erstligisten Partick Thistle aus Glasgow. Ridgers gab sein Debüt, als er zur Halbzeit bei einer 0:5-Niederlage gegen Celtic Glasgow am vorletzten Spieltag für den verletzten Tomáš Černý eingewechselt wurde. Am letzten Spieltag begann er bei einer 0:6-Niederlage gegen Aberdeen im Tor. Er verließ den Verein im Mai 2017, nach Ablauf seines Vertrages.
Ridgers unterschrieb im Juli 2017 einen Vertrag in seiner Geburtsstadt bei Inverness Caledonian Thistle. In den Highlands war er sofort als Torhüter gesetzt. Mit dem Zweitligisten erreichte er 2023 das Finale im schottischen Pokal, das er mit der Mannschaft gegen Celtic Glasgow 1:3 verlor. In der Saison 2023/24 stieg Ridgers mit Inverness nach der Relegation in die dritte Liga ab, woraufhin er den Verein nach sieben Jahren verließ.

### Nationalmannschaft
Mark Ridgers spielte von 2011 bis 2012 fünfmal für die Schottische U21-Nationalmannschaft. Sein Debüt gab er am 14. November 2021 gegen die Niederländische Mannschaft.